# إف. درو غافني
إف. درو غافني (بالإنجليزية: F. Drew Gaffney) هو رائد فضاء وطبيب وضابط أمريكي، ولد في 9 يونيو 1946 في كارلسباد في الولايات المتحدة.